# Фурса Леонід Петрович
Фурса Леонід Петрович (народ. 5 червня 1946, Нова Таволжанка, Бєлгородська область, СРСР) —  перший заступник головнокомандувача ВПС України в період з 1999 по 2004 рр.

## Біографія

### Навчання та проходження служби
Фурса Леонід Петрович народився 5 червня 1946 у селі Нова Таволжанка Бєлгородській області. З 1953 проходив навчання у місцевій середній школі. Після закінчення навчання в 1964 році став курсантом у Харьківському вищому військовому авіаціонному училищі пілотів імені С.І. Грицевца (ХВВАУП). В 1966 році здійснив свій перший політ на учбовому літаку Л-29. На момент випуску в 1968 році також освоїв  МіГ-17 и МіГ-21Ф-13. Будучи одним із найкращих учнів та маючи наліт у 242 години, Леонід отримав посаду пілота-інструктора в 809-УАП (Ахтирка).
З 1969 по 1976рр здійснив становлення на різних посадах в 812-УАП (Куп'янськ), а в 1975 році був призначений заступником командира учбового полка. В 1976 році, маючи звання майор, був нагороджений орденом «За службу Батьківщині у Збройних Силах СРСР» III степені. В 1979 закінчує тріирічне навчання в Військово-повітряній академії імені Ю. О. Гагаріна. У цьому ж році був спрямований для подальшого проходження служби в ГРВН. В 1980 году призначений на посаду командиром 773-го винищувального авіаційного полка (ВАП). Вже у 1982, коли Фурса був командиром полка, він отримує орден Червоної Зірки за чудові результати довіреного полка за підсумкам перевірки військового вишколу. Згідно плану заміщення, в 1984 призначений командиром 190-го винищувального авіаційного полку.

### Служба в Афганістані

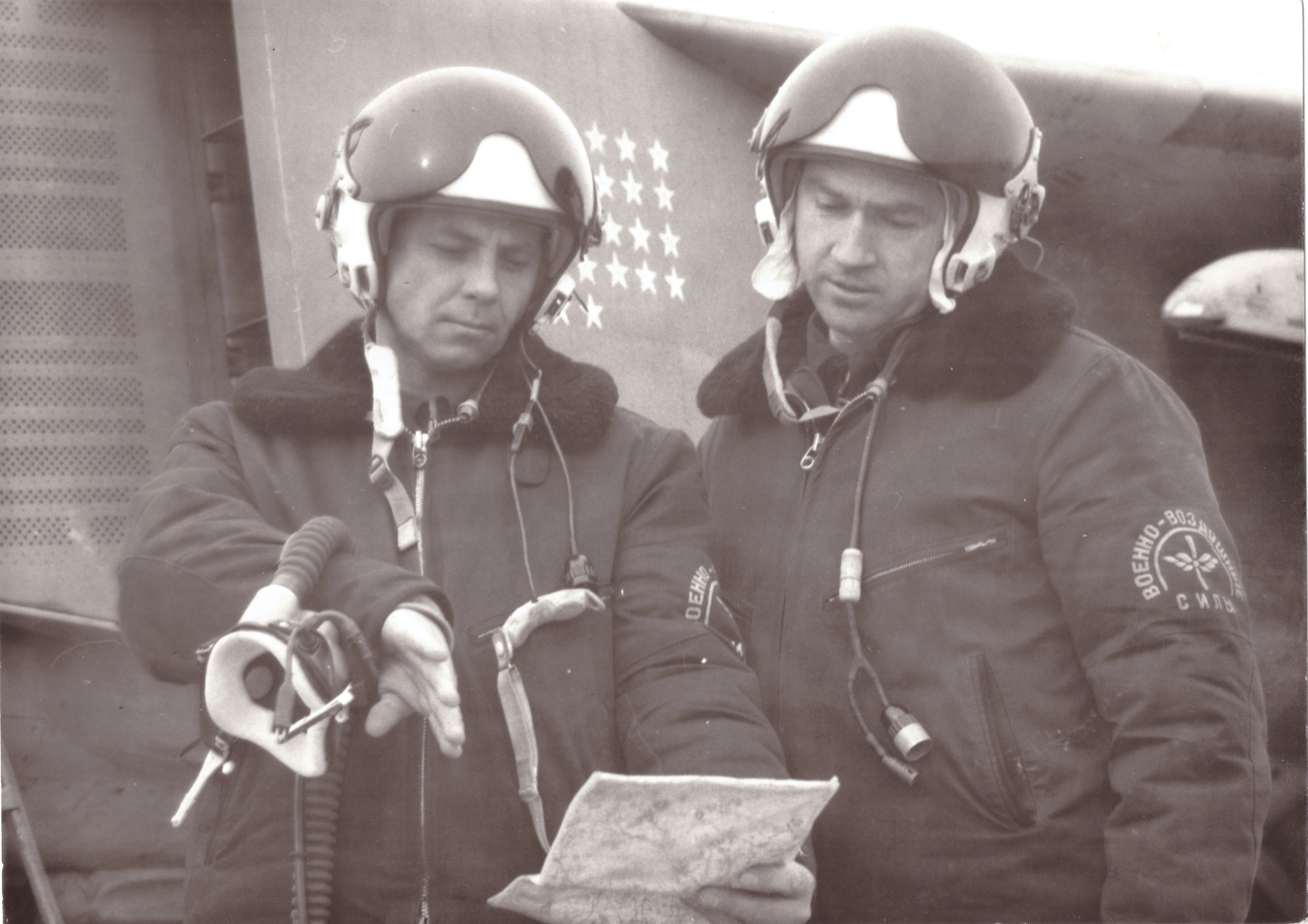
Фурса Л. П. (праворуч) та Оспіщев А. І. (ліворуч) виконують підготовку до бойового вильоту

Наприкінці 1985 року Леоніду була поставлено завдання про підготовку полку до виконання «інтернаціонального обов'язку» в Афганістані. В липні 1986, після перевірки вишкілу на спецавіабазі Мари, полк перебазувався на аеродроми Баграм та Шинданд. Головними завданнями полка були несення бойового чергування в системі ППО, нанесення бомбо-штурмових ударів по вказаним цілям и ведення повітряної розвідки. Виконав постановлене бойове завдання, полк в повному складі повернувся на аеродром постійного базування Канатово. За мудність та героїзм, виявлений при виконанні «військового обов'язку по наданню інтернаціональної допомоги народу Республіки Афганістан» і вміле керівництво полком, Фурса Л. П. був нагороджений орденом Червоної Зірки та орденом Леніна.

### Бойове поранення
16 квітня 1987 року Леонід Петрович виконував завдання по нанесенню удару по базі бойовиків в районі Джавари. При виконанні маневра для атаки цілі у літак попала ракета класу повітря-повітря, випущена з винищувача F-16 Пакистанських ВПС. Скинувши бомби в район цілі, вивів літак із пікірування та направив винищувач в бік Кабула. Але після втрати керування літаком був вимушений катапультуватися. Місце приземлення захищали пілоти групи на чолі з начальником політвідділу полка підполковником Оспіщевим А. І. Надалі по прибуттю гелікоптера пошуково-рятувальної групи був евакуйований у військовий госпіталь (Кабул). Це був 388-й бойовий виліт.

### Служба після Афганістану
Пройшовши річне лікування після поранення, досягши дозволу на виконання льотної роботи, продовжив керувати 190-м ВАП. В жовтні 1987 був призначений заступником командиру 138-го ВАД, а в серпні 1989 - командиром. В лютому 1990 Леоніду Петровичу було присвоєно звання генерал-майор авіації.

### Служба в Україні

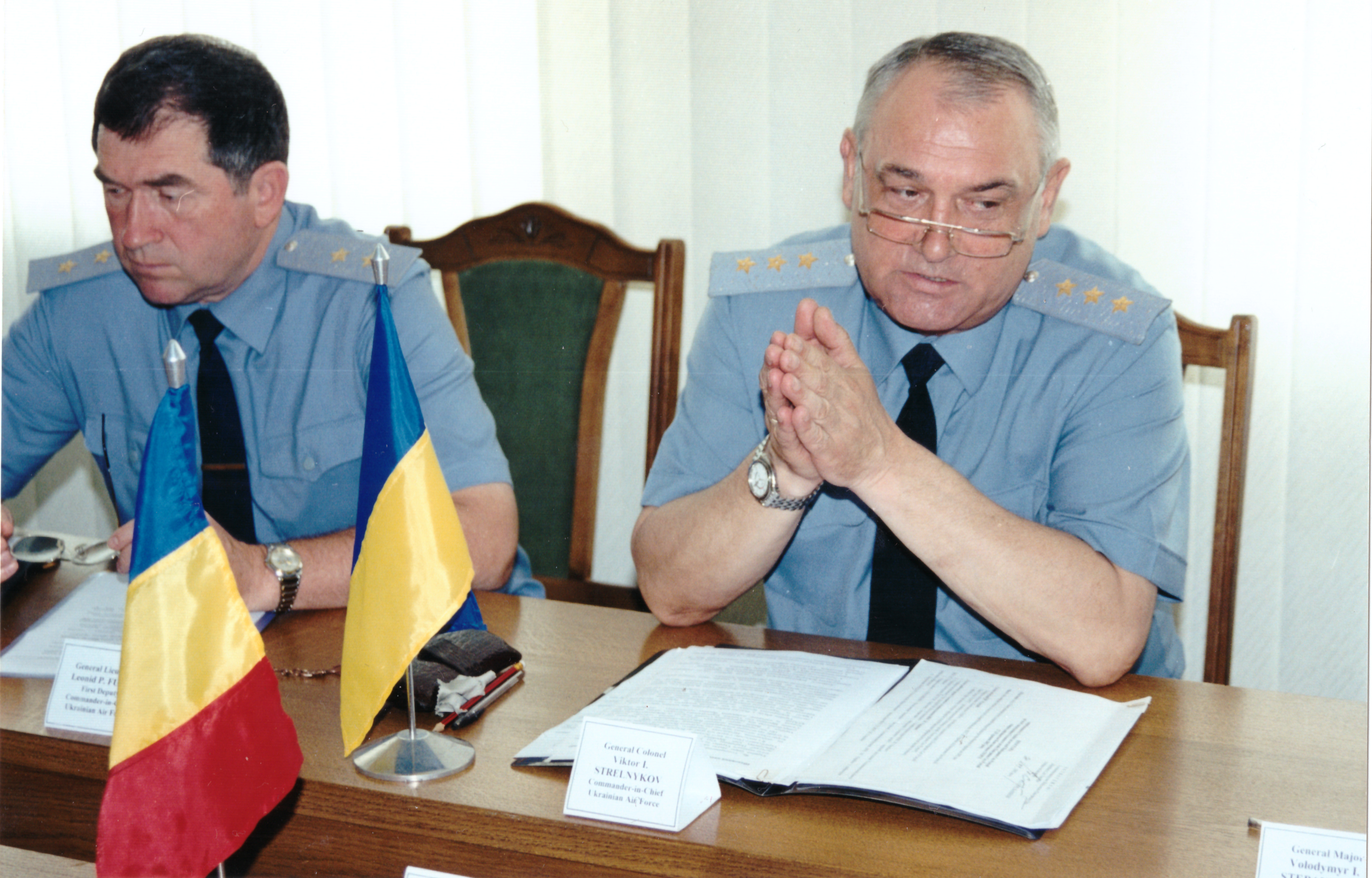
Фурса Л. П.(ліворуч), праворуч - Главком ВПС Україні Стрельников В. І.

З отриманням незалежності України, Леонід Петрович активно проводив роботу по приведенню частин дивізії до військової присяги на вірність народу України. 13 січня 1992 управління дивізії та присяжні частини гарнізону Миргород були приведені до присяги. Очолюючи винищувальну авіаціонну дивізію в Миргороді, став делегатом від Полтавы на I Всесвітнім форумі українців. В червні 1994 року був призначений на посаду заступника командуючого  14-го авіаційного корпусу, а в листопаді 1995 був призначений командиром 14-го авіаційного корпусу. В августі 1998 наказом президента України було присвоєно звання генерал-лейтенант. З грудня 1998 по червень 1999 року проходив службу на посаді Генерал-інспектор ВПС - заступник головного інспектора МО України. В 1999 році був призначений першим заступником головнокомандуючого ВПС України. З 1 вересня 2004 року звільнився із ЗС України.

## Нагороди
- Орден Леніна
- Орден «За службу Батьківщині у Збройних Силах СРСР» III ступеня
- Орден Червоного Прапора
- Орден Червоної Зірки
- Орден Богдана Хмельницького (УкраЇна) III ступеня
- Більше 30 медалей